# Зоймель, Юрген
Ю́рген Зо́ймель (нем. Jürgen Säumel; род. 8 сентября 1984, Фризах, Каринтия) — австрийский футболист, полузащитник; тренер.

## Карьера

### Клубная
Воспитанник футбольных школ клубов «Ноймаркт» и «Штурм». Профессиональную карьеру начал в 2003 году в «Штурме», за который в итоге сыграл 140 матчей, забил 9 мячей и где являлся капитаном команды. Первый гол забил 12 марта 2005 года в матче против «Суперфунда». Летом 2008 года решил покинуть «Штурм». 22 июля 2008 года в качестве свободного агента перешёл в «Торино». В 2010 году отправился в аренду в клуб «Брешиа». В январе 2011 года перешёл в немецкий «Дуйсбург», но провёл за команду всего 7 матчей во второй Бундеслиге. 8 августа 2011 года подписал контракт с клубом «Штурм» из Граца.

### В сборной
Выступал за юношеские и молодёжную сборные Австрии. В составе главной национальной сборной Австрии дебютировал 17 августа 2005 года в товарищеском матче со сборной Шотландии. Участник чемпионата Европы 2008 года.